# Resolutie 1977 Veiligheidsraad Verenigde Naties
Resolutie 1977 van de Veiligheidsraad van de Verenigde Naties werd op 20 april 2011 door de VN-Veiligheidsraad aangenomen met unanimiteit van stemmen. De resolutie verlengde het 1540-comité voor de derde keer, tot 2021.

## Inhoud

### Waarnemingen
Men bleef bevreesd voor terrorisme en de mogelijkheid dat niet-landen kern-, chemische- en biowapens zouden verwerven. Om dit te vermijden was internationale samenwerking tussen landen noodzakelijk. De controles op de uitvoer van technologieën en informatie die voor massavernietigingswapens kunnen worden gebruikt moesten verder worden verscherpt.
Er was vooruitgang geboekt in de uitvoering van resolutie 1540 (2004), al was dat niet bij alle landen evenveel. Ook hadden niet alle landen het gevraagde rapport over deze uitvoering ingediend bij het 1540-Comité. Verder bleven veel landen hulp nodig hebben bij de uitvoering van resolutie 1540.

### Handelingen
Het mandaat van het 1540-comité werd opnieuw verlengd; deze keer met tien jaar, tot 2021. Het Comité moest na vijf en na tien jaar grondig rapporteren over de uitvoering van resolutie 1540. Ook moest het jaarlijks voor eind mei een werkprogramma indienen bij de Veiligheidsraad. Voorts kreeg het Comité verdere bijstand van een achtkoppige groep van experts bij de werkzaamheden.
UitvoeringDe landen werden opnieuw opgeroepen te rapporteren over de stappen die ze namen om resolutie 1540 ten uitvoer te brengen en tot dat doel ook een nationaal actieplan op te stellen.
BijstandLanden die bijstand nodig hadden konden deze aan het Comité vragen. Andere landen werd gevraagd om bijstand die ze konden verlenen aan te bieden bij het Comité.
Samenwerking met internationale-, regionale- en subregionale organisatiesInternationale organisaties werd gevraagd bij het Comité een contactpunt aan te melden voor samenwerking op technisch vlak of het delen van informatie.
Transparantie en sensibiliseringHet 1540-comité moest transparant werken, daarbij zoveel gebruik makend van haar website, en evenementen organiseren inzake resolutie 1540 of eraan deelnemen.
Administratie en middelenTen slotte werd het Comité de nodige administratie en middelen toegekend.

## Verwante resoluties
- Resolutie 1810 Veiligheidsraad Verenigde Naties (2008)
- Resolutie 1887 Veiligheidsraad Verenigde Naties (2009)
- Resolutie 2055 Veiligheidsraad Verenigde Naties (2012)

Lijst ·  1967 ·  1968 ·  1969 ·  1970 ·  1971 ·  1972 ·  1973 ·  1974 ·  1975 ·  1976 ·  1977 ·  1978 ·  1979 ·  1980 ·  1981 ·  1982 ·  1983 ·  1984 ·  1985 ·  1986 ·  1987 ·  1988 ·  1989 ·  1990 ·  1991 ·  1992 ·  1993 ·  1994 ·  1995 ·  1996 ·  1997 ·  1998 ·  1999 ·  2000 ·  2001 ·  2002 ·  2003 ·  2004 ·  2005 ·  2006 ·  2007 ·  2008 ·  2009 ·  2010 ·  2011 ·  2012 ·  2013 ·  2014 ·  2015 ·  2016 ·  2017 ·  2018 ·  2019 ·  2020 ·  2021 ·  2022 ·  2023 ·  2024 ·  2025 ·  2026 ·  2027 ·  2028 ·  2029 ·  2030 ·  2031 ·  2032